# Liste des segments du mur de Berlin
Cet article recense les segments du mur de Berlin, dispersés après sa chute le 9 novembre 1989.

## Segmentsin situ

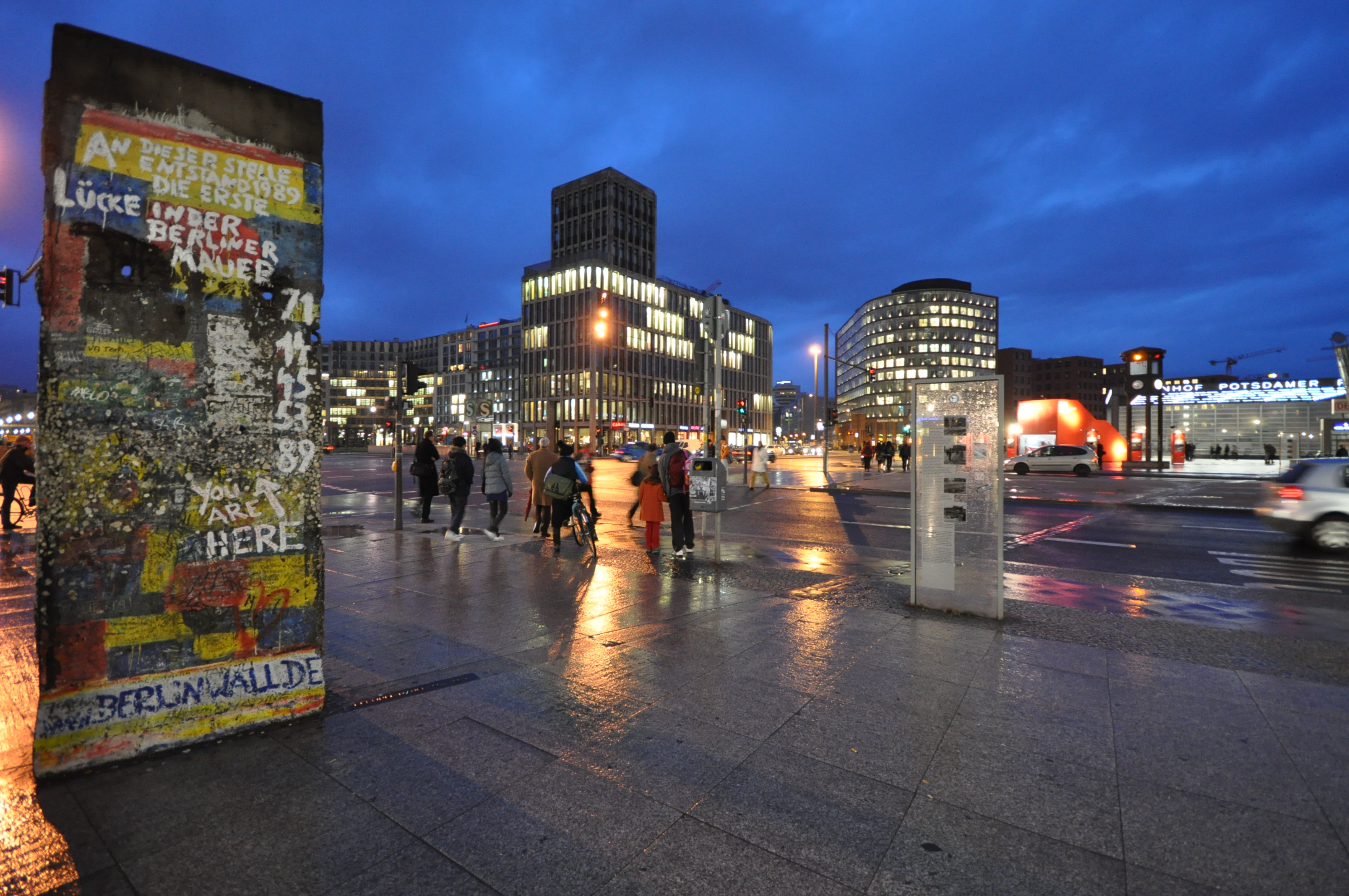
Courte section du Mur sur la Potsdamer Platz.

Peu de morceaux sont conservés à leur emplacement d'origine, le Mur ayant été détruit quasiment sur tout son parcours. Quelques sections subsistent, parmi lesquelles :
- L'East Side Gallery, une section d'1,5 km le long de la Spree près de l'Oberbaumbrücke. Elle a été peinte par 118 artistes et comporte 106 peintures murales.
- Une section de 212 m le long de la Bernauer Straße, séparant l'Ackerstraße de la Bergstraße.
- Une section de 80 m au musée de la Topographie de la Terreur, site de l'ancien siège de la Gestapo, à mi-chemin entre Checkpoint Charlie et la Potsdamer Platz

## Segments dispersés

### Afrique

#### Afrique du Sud
- Le Cap : St George's Mall

### Amérique du Nord

#### Canada
- Nouvelle-Écosse : 
  - Dartmouth : World Peace Pavilion[1]
  - Truro : six segments[2]

- Ontario :
  - Ottawa : Canadian War Museum[3]
- Québec :

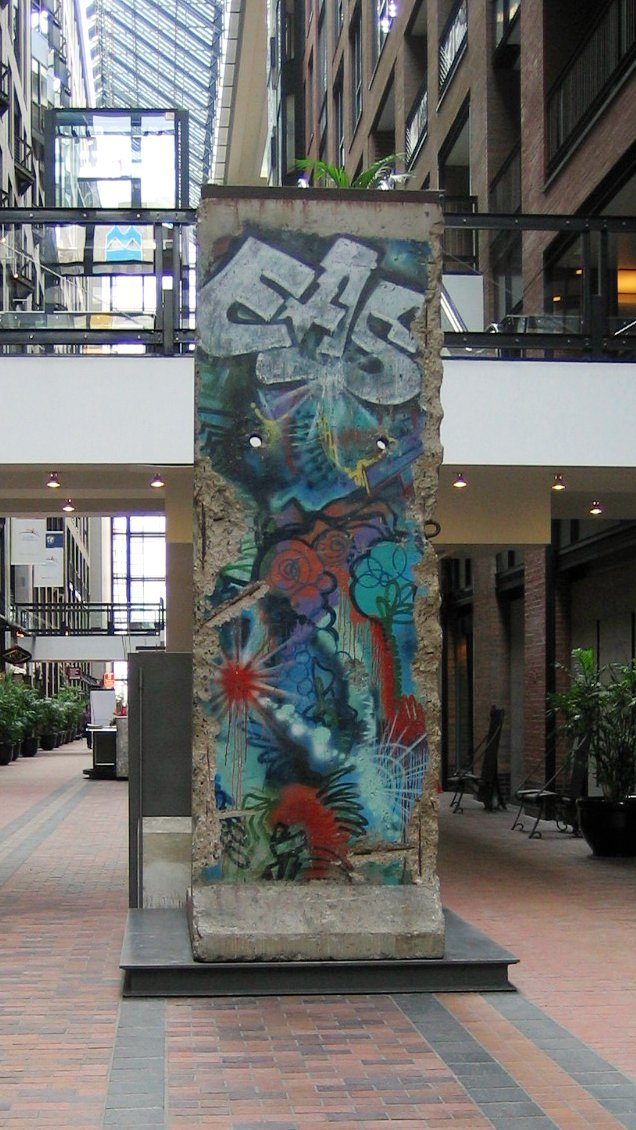
Segment du mur à Montréal, au Centre de commerce mondial.

  - Montréal : centre de commerce mondial ; Segment provenant d'un site à proximité de la porte de Brandebourg, donné par Berlin à Montréal en 1992 pour son 350e anniversaire.

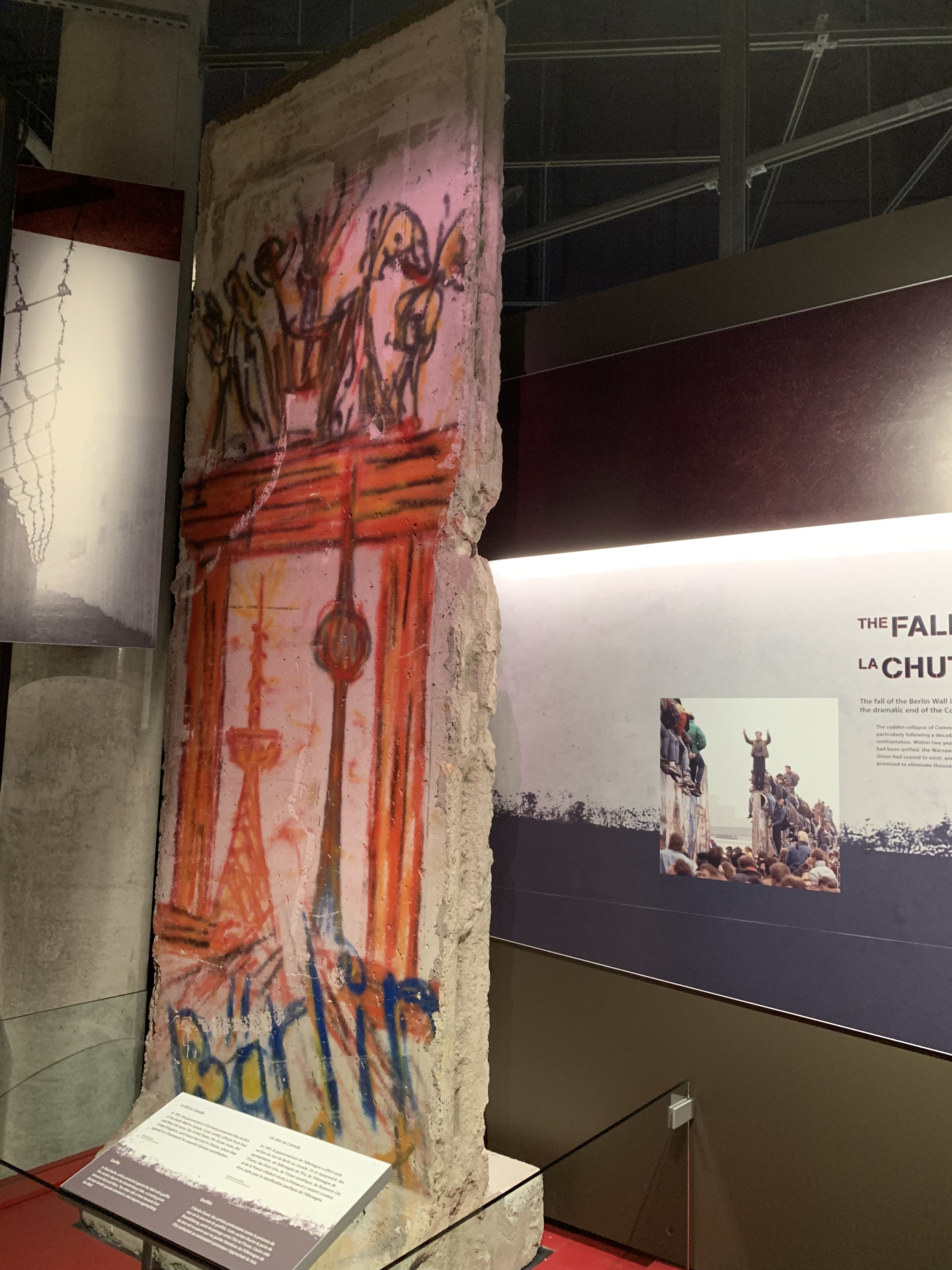
Segment du mur au Musée canadien de la guerre, Ottawa.

#### États-Unis
- Arizona :

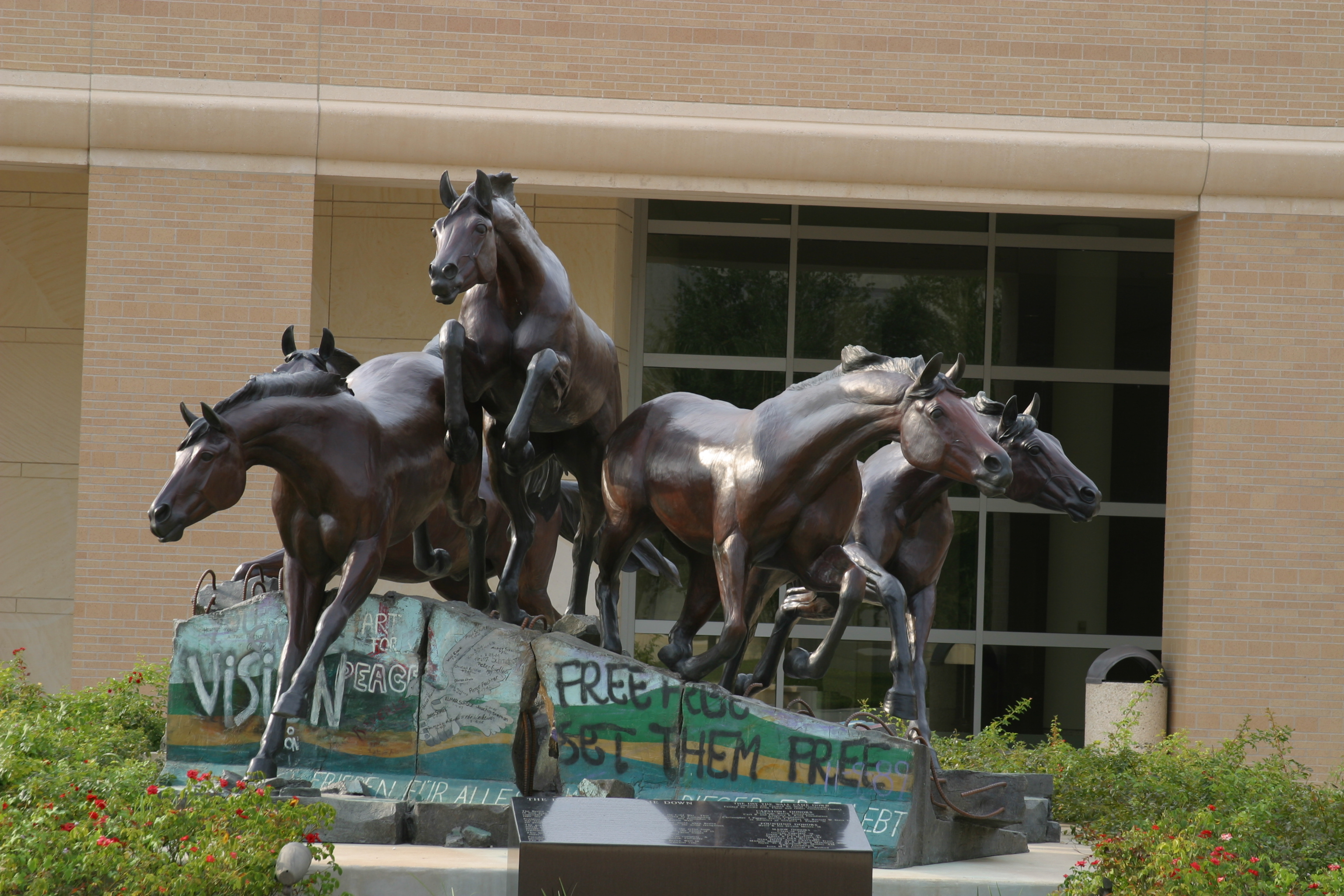
The Day the Wall Came Down, College Station, Texas.

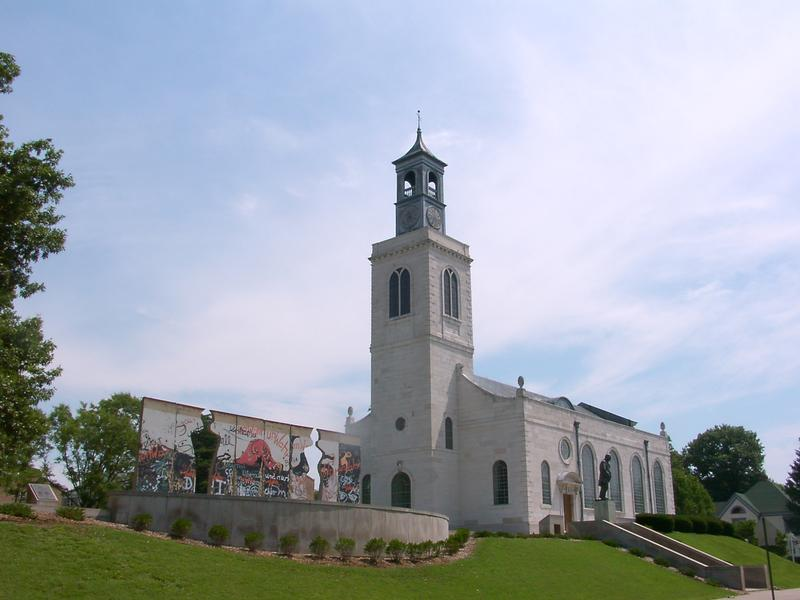
Westminster College, Fulton, Missouri.

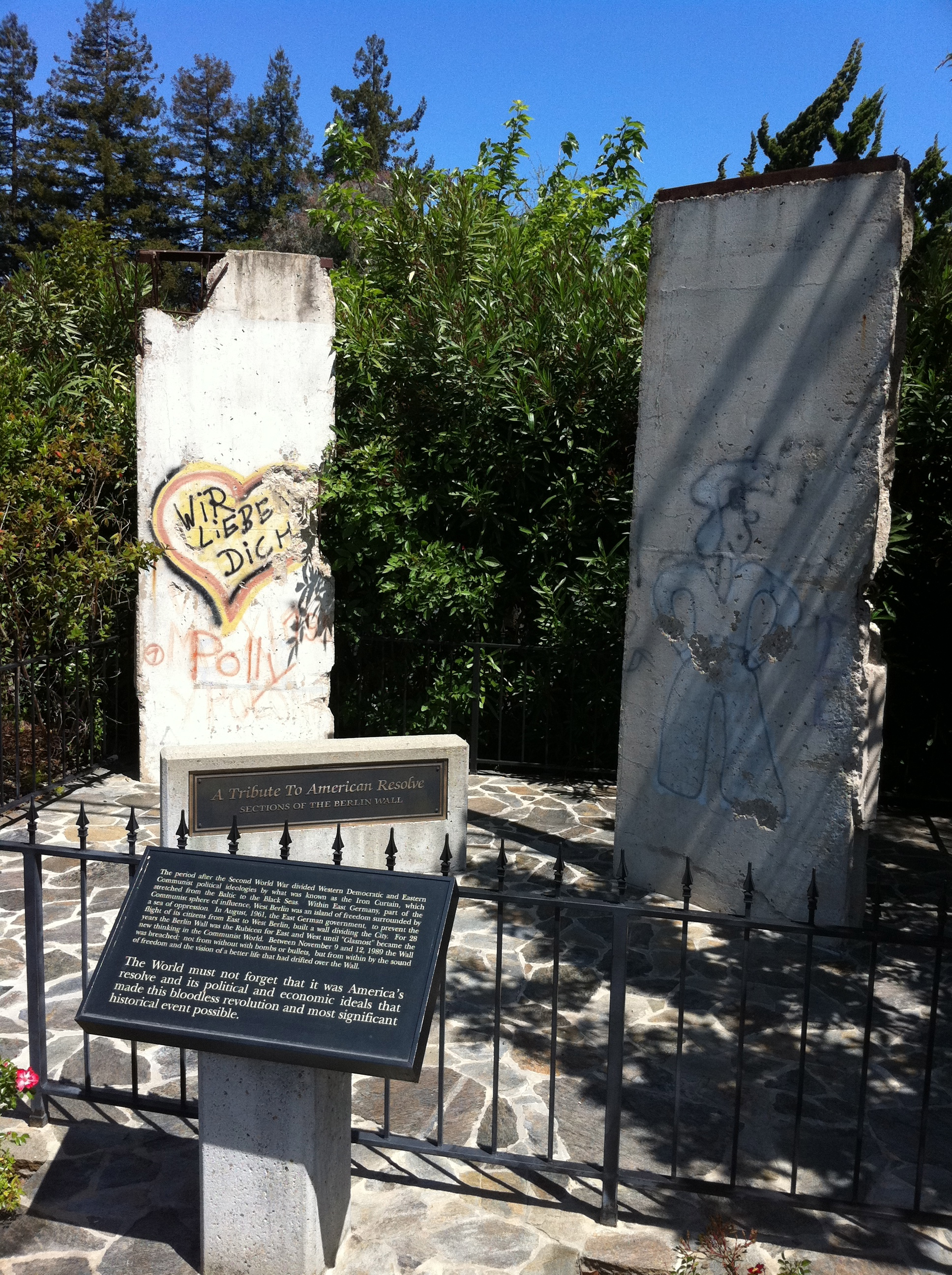
Mountain View, Californie.

New York, New York.

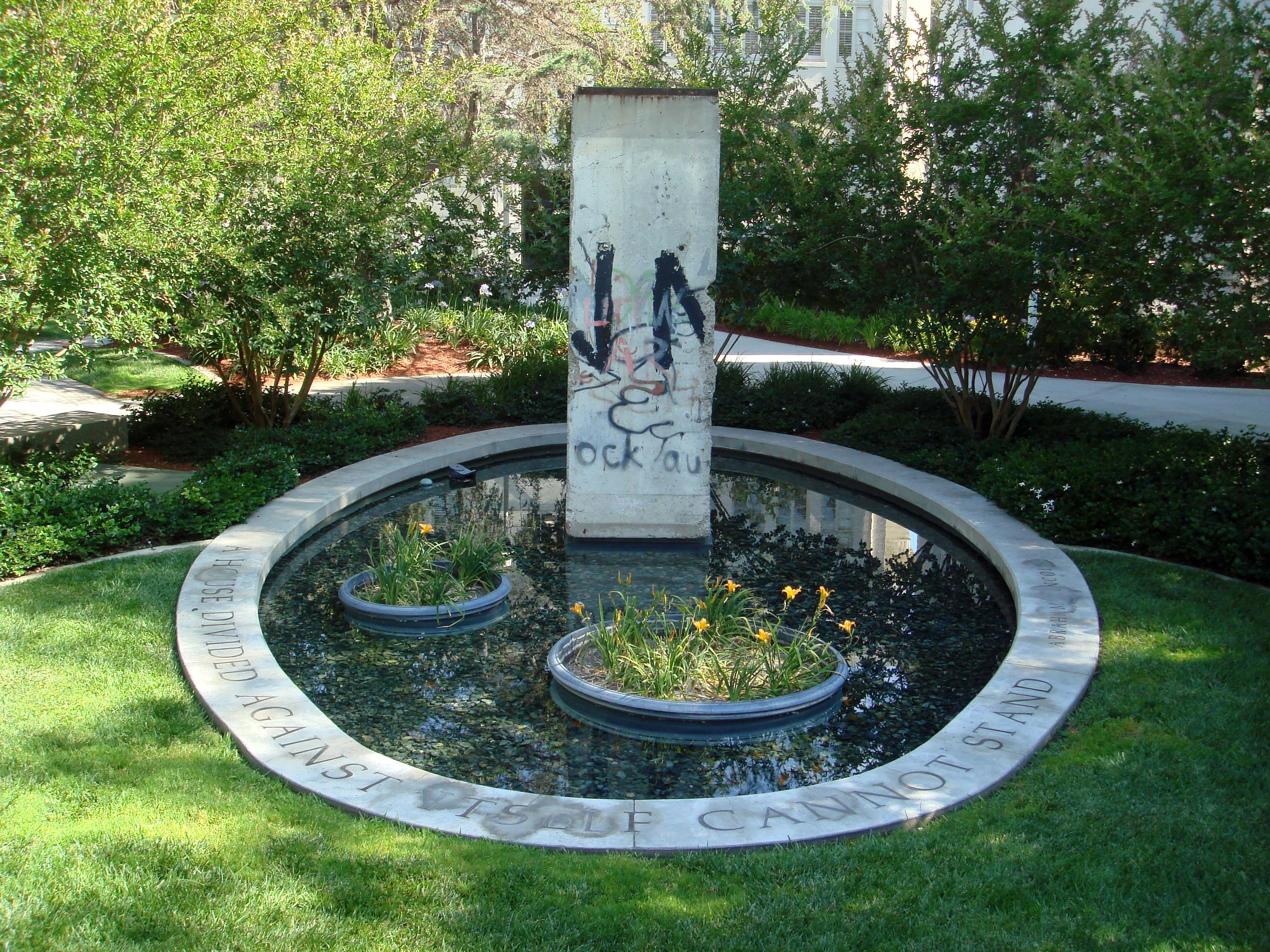
Chapman University, Orange, Californie.

  - Flagstaff : université du Nord de l'Arizona.
- Arkansas :
  - Eureka Springs[4]

- Californie :
  - Culver City : Wende Museum
  - Los Angeles : Loyola Marymount University
  - Monterey : US Army Defense Language Institute-Foreign Language Center
  - Mountain View
  - Orange : Chapman University
  - Simi Valley : Ronald Reagan Presidential Library
  - Yorba Linda : Richard Nixon Presidential Library and Museum
- Caroline du Nord :
  - Raleigh : Marbles Kids Museum
- Caroline du Sud :
  - Spartanburg : deux segments[5]

- Dakota du Sud :
  - Rapid City
- District de Columbia :
  - Newseum : plus grande section du Mur en dehors de l'Allemagne. Précédemment exposée sur le Freedom Park[pas clair] du comté d'Arlington, en Virginie[6]
  - Ronald Reagan Building
  - Université Johns-Hopkins : segment donné à l'université par le Sénat de Berlin en 1997.
- Floride :
  - Orlando : Universal CityWalk
- Géorgie :
  - Fort Benning : National Infantry Museum
  - Kennesaw : Kennesaw State University
- Idaho :
  - Sandpoint : Hope Peninsula
- Illinois :
  - Chicago : Western Station
  - Eureka : Ronald Reagan Peace Garden, Eureka College
- Kansas :
  - Hutchinson : Kansas Cosmosphere and Space Center.
- Kentucky :
  - Fort Knox : General George Patton Museum of Leadership
- Maine :
  - Portland : Old Port
- Massachusetts :
  - Cambridge : devant l'entrée principale d'EF Education, 1 Education Street
  - Boston : John F. Kennedy Library
- Michigan :
  - Grand Rapids : Grand Rapids Public Museum. Section située précédemment dans le Gerald R. Ford Museum à partir de 1991[7],[8]

- Missouri :
  - Fort Leonard Wood : US Army Engineer Museum
  - Fulton : Westminster College
- Nevada :
  - Las Vegas : Main Street Station Hotel and Casino and Brewery, dans les toilettes
- New York :
  - Hyde Park : Franklin D. Roosevelt Presidential Library and Museum
  - New York :
    - Siège des Nations unies[9]
    - World Financial Center
    - 53e rue[10]

  - Rochester : Every Wall Falls Eventually, siège de Bausch and Lomb, installé en 1995[11]
  - Syracuse : Armory Square
- Pennsylvanie :
  - Warminster : Vereinigung Erzgebirge
- Texas :
  - College Station : George Bush Presidential Library and Museum. Deux sections : l'une à l'intérieur du musée, l'autre en tant que partie de The Day the Wall Came Down, sculpture de Veryl Goodnight représentant cinq chevaux courant à travers les débris du mur.
  - Houston : Université Rice, Institut James Baker
  - Dallas : Hilton Anatole
- Virginie :
  - Newport News : Virginia War Museum
  - Langley : Central Intelligence Agency
- Washington :
  - Redmond : collection d'art de Microsoft[12]
  - Seattle : Seattle Center.

#### Mexique
- Mexique : Colegio Alemán Alexander von Humboldt, Xochimilco

### Amérique du Sud

#### Argentine
- Buenos Aires : Editorial Perfil[13]

#### Costa-Rica
- San José : Ministro de Relaciones Exteriores y Culto [14]

### Asie

#### Corée du Sud
- Séoul : trois sections, le long du Cheonggyecheon

#### Israël
- Ein Hod : musée Data[15]

#### Singapour
- Bedok Reservoir Park

#### Taiwan
- Taipei : jardins de la Taiwan Foundation for Democracy[16]

### Europe

#### Allemagne
- Berlin :
  - Ambassade des États-Unis, installé en 2008[17]
  - John F. Kennedy School, installé en 2009[18]

- Brême : près de l'Übersee Museum Bremen, en face de la Bremen Hauptbahnhof
- Mönchengladbach
- Rust - Europa Park : Un morceau du mur est visible à l'entrée du parc, dans le quartier Allemand

#### Belgique
- Bruxelles : Parlement européen
- Bruxelles : Siège de l'OTAN
- Gand : Flanders Expo Ghent[19]

#### Bulgarie
- Sofia : une section fait partie d'un monument en face du palais national de la culture, dans le centre de la ville.

#### Espagne
- Madrid : trois sections dans le Parque de Berlín, Chamartín[20]

#### France
- Angers : place des droits de l'homme
- Caen : mémorial
- Courbevoie : La Défense[21]
- Gap : un fragment est exposé au parc de la Pépinière
- Marseille : Musée des civilisations de l'Europe et de la Méditerranée
- Miramas : Sculpture, en face du lycée Jean Cocteau et du théâtre de la Colonne
- Paris : esplanade du Neuf-Novembre-1989 ; et dans le jardin de la Maison de la Radio (côté Gare de l'avenue du Président-Kennedy)[22]
- Saumur : Musée des Blindés
- Strasbourg : cour européenne des droits de l'homme
- Tavaux : Rond-point des Droits de l’Homme
- Verdun : Centre mondial de la paix

#### Hongrie
- Budapest : jardin du Magyar Máltai Szeretetszolgálat

#### Italie
- Spilamberto

#### Lettonie
- Riga : parc Kronvalds, en face de l'ancien bâtiment du comité central du parti communiste

#### Luxembourg
- Schengen : segment placé une centaine de mètres de l'endroit où la convention de Schengen a été signée en 1985.

#### Monaco

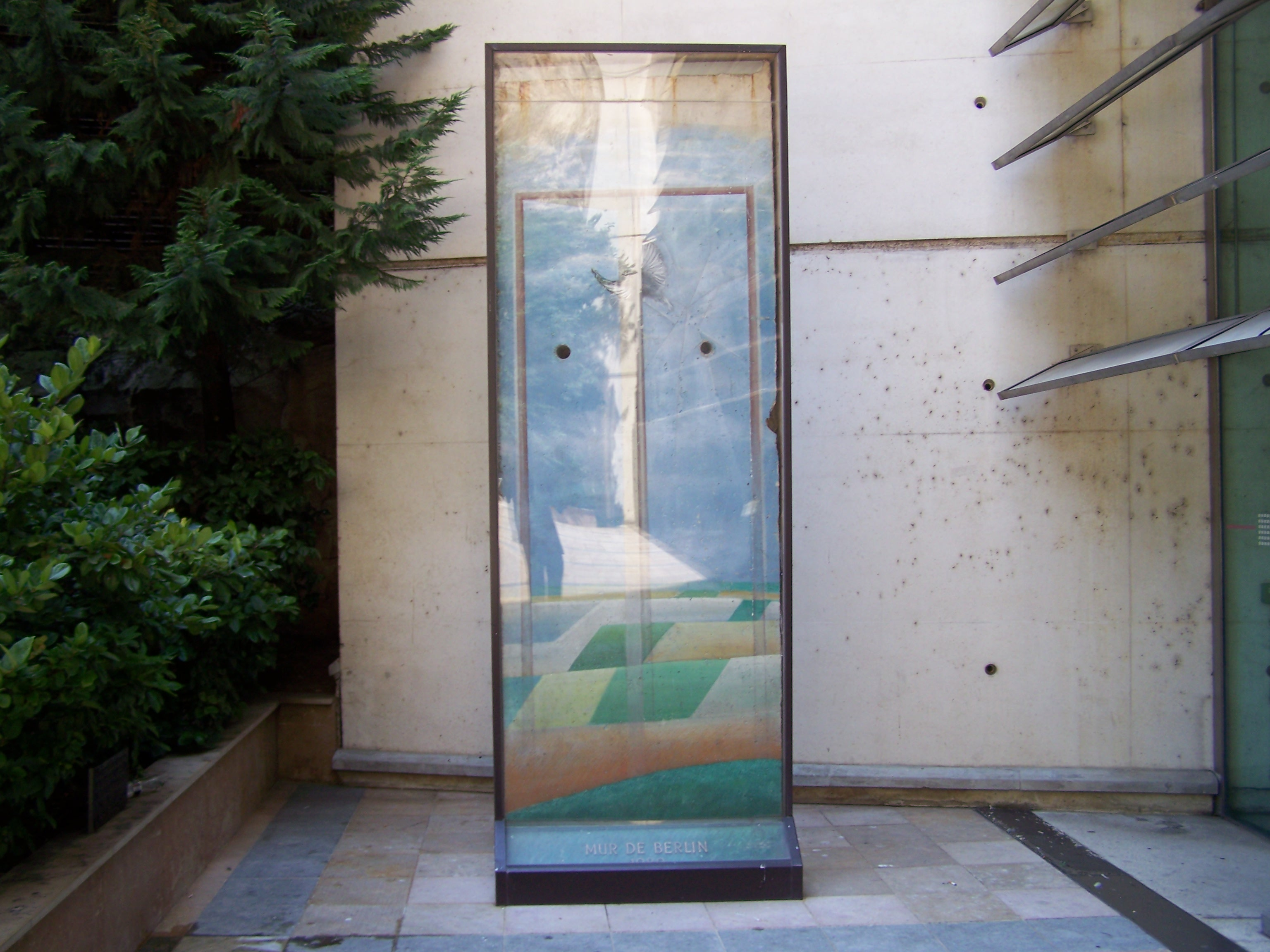
Gare de Monaco-Monte-Carlo, Monaco.

- Segment située à l'extérieur de la gare.

#### Portugal
- Fátima : Segment située à l'une des entrées du sanctuaire de Notre-Dame de Fátima.

#### Royaume-Uni

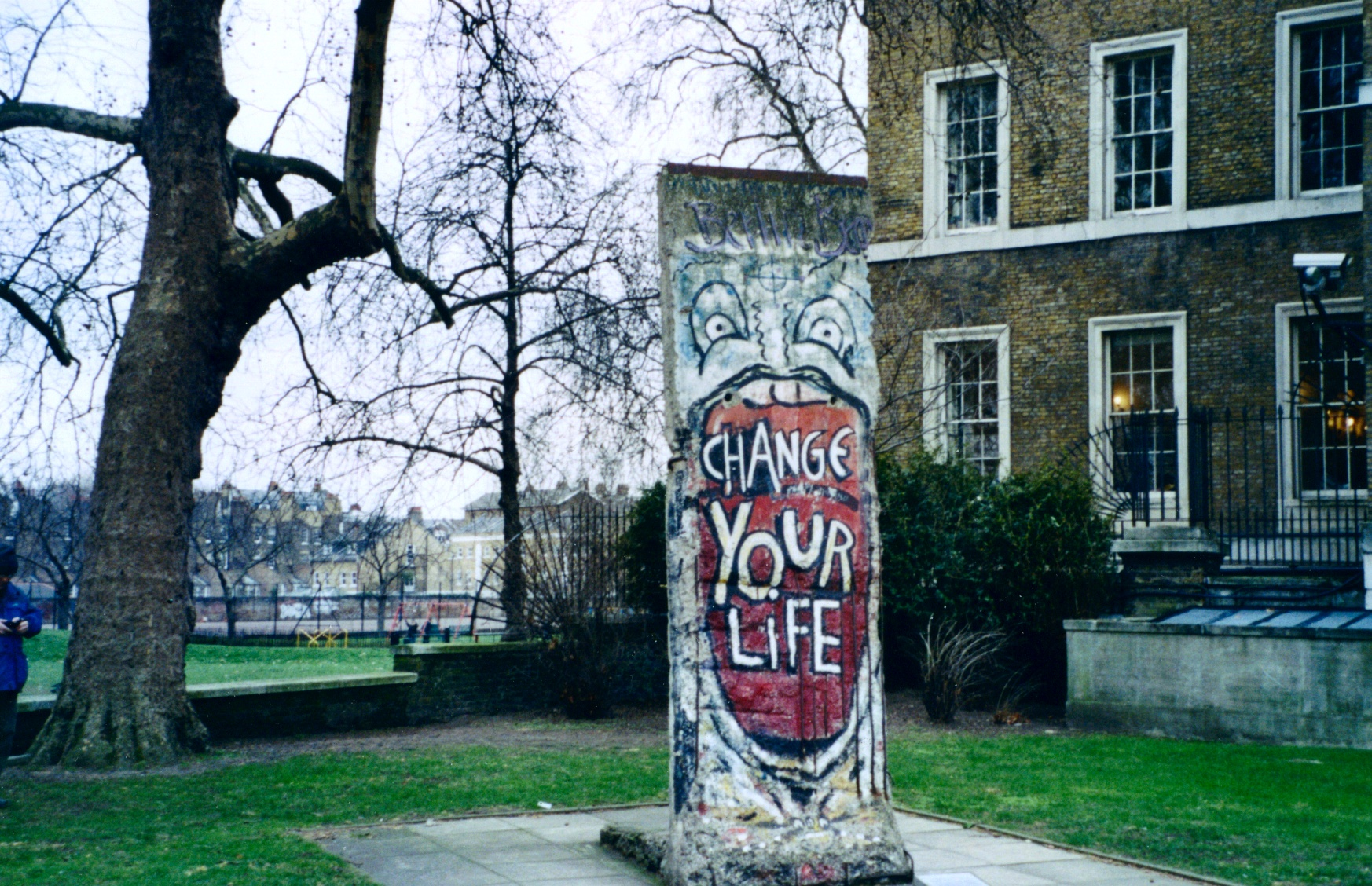
Imperial War Museum, Londres.

- Berwick-upon-Tweed : Berwick Barracks
- Cosford : Royal Air Force Museum
- Duxford : Imperial War Museum
- Londres :
  - Geraldine Mary Harmsworth Park, à l'entrée de l'Imperial War Museum[23]
  - National Army Museum
  - Grosvenor Square, parti du mémorial à Ronald Reagan
- Shropshire : Cold War Museum

#### Suisse
- Grand-Saconnex : deux segments dans le parc du Conseil œcuménique des Églises[24],[25],[26].

#### Vatican
Segment dans les jardins du Vatican.

### Océanie

#### Australie
- Canberra : Harmonie German Club, Narrabundah[27]